# Pedro Tierra
Hamilton Pereira da Silva (Porto Nacional,  1948), conhecido pelo pseudônimo de Pedro Tierra, é um poeta e político brasileiro.

## Biografia
Morou em Anápolis, onde completou o segundo grau mas abandonou os estudos para se dedicar à luta contra a ditadura militar, militando na Aliança Libertadora Nacional (ALN). Em 1972, aos 24 anos, foi preso e torturado em quarteis do Exército em Goiás e Brasília, onde era mantido incomunicável. Foi transferido para o DOI-Codi de São Paulo, em seguida para o Presídio do Barro Branco, da Polícia Militar paulista, e finalmente para prisões civis.
No período em que esteve preso, não tinha permissão para usar caneta ou papel. Um dia, porém, durante um interrogatório, aproveitando um intervalo em que havia sido deixado sozinho na sala, pegou um lápis que estava na mesa do interrogador. Na cela, usou-o para escrever no lado interno de um maço de cigarros. Começou assim a compor seus primeiros versos. Conseguiu enviar os poemas para fora do presídio, para serem publicados clandestinamente na Itália, sob o título de Poemas do povo da noite e com o pseudônimo de Pedro Tierra. A obra ganhou menção honrosa no Prêmio Casa de las Américas de 1978, mas só foi publicada no Brasil em 1979.
Deixou a prisão em 1977 e passou a atuar na organização de sindicatos de trabalhadores rurais. Ajudou a fundar o Partido dos Trabalhadores, o Movimento dos Trabalhadores Rurais Sem Terra e a Central Única dos Trabalhadores. De 1997 a 1998, foi secretário de Cultura do Distrito Federal. Coordenou a área de cultura na campanha vitoriosa de Luiz Inácio Lula da Silva em 2002. Trabalhou no Ministério do Meio Ambiente durante o primeiro mandato de Lula. Em 2011, voltou a comandar a Secretaria de Cultura do Distrito Federal. 
Recebeu em 2013 o título de Doutor honoris causa da Universidade Católica de Brasília
Em 2014, recebeu um novo título de doutor honoris causa. Dessa vez da Universidade Federal do Tocantins, UFT.

## Obras
- 1977 - Poemas do Povo da Noite
- 1979 - Missa da Terra sem-males (com Pedro Casaldáliga e Martin Coplas)
- 1981 - Missa dos Quilombos (com Pedro Casaldáliga e Milton Nascimento)
- 1983 - Água de Rebelião
- 1986 - Inventar o Fogo
- 2013 - A Palavra Contra o Muro

### Infantis
- 1992 - Passarinhar
- 1997 - Bernardo Sayão e o Caminho das Onças

### Memórias
- Dies Irae